# Cinque Nazioni 1975
Il Cinque Nazioni 1975 (in inglese 1975 Five Nations Championship; in francese Tournoi des Cinq Nations 1975; in gallese Pencampwriaeth y Pum Gwlad 1975) fu la 46ª edizione del torneo annuale di rugby a 15 tra le squadre nazionali di Francia, Galles, Inghilterra, Irlanda e Scozia, nonché l'81ª in assoluto considerando anche le edizioni dell'Home Nations Championship.
Il torneo fu vinto dal Galles, al suo ventottesimo titolo.
I gallesi subirono una sola sconfitta nel torneo, 10-12 contro la Scozia al Murrayfield di Edimburgo che, per l'occasione, registrò la — all'epoca — più alta affluenza mondiale per un incontro di rugby, record che resse per 24 anni per essere superato nel 1999 dallo Stadium Australia di Sydney per Australia – Nuova Zelanda (107042).
L'Inghilterra, nonostante il cucchiaio di legno con una sola vittoria, tuttavia si aggiudicò la Calcutta Cup, essendo stata contro la Scozia la sua unica affermazione in tale edizione di torneo.
Il valore delle marcature, come stabilito dall’IRFB nel 1971, era: 4 punti per ciascuna meta (6 se trasformata), 3 punti per la realizzazione di ciascun calcio piazzato, mark o drop.

## Nazionali partecipanti e sedi
| Squadra     | Città     | Impianto interno   |
| ----------- | --------- | ------------------ |
| Francia     | Parigi    | Parco dei Principi |
| Galles      | Cardiff   | National Stadium   |
| Inghilterra | Londra    | Twickenham         |
| Irlanda     | Dublino   | Lansdowne Road     |
| Scozia      | Edimburgo | Murrayfield        |

## Risultati

### 1ª giornata
| Arbitro: | Kenneth Pattinson |

|             |      |                                           |
| Gourdon     | mt   | Cobner G. Davies G. Edwards Fenwick Price |
|             | tr   | Fenwick                                   |
| Taffary (2) | c.p. | Fenwick                                   |

| Arbitro: | Francis Palmade |

|             |      |         |
|             | mt   | Stevens |
| McCombe (2) | tr   | Old     |
|             | drop | Old     |

### 2ª giornata
| Arbitro: | T. Grierson |

|                     |      |                                          |
| Duckham Rossborough | mt   | Etchenique Gourdon Guilbert C. Spanghero |
| Rossborough (4)     | c.p. | Pariès                                   |

| Arbitro: | Johnny Johnson |

|                     |      |                |
| Renwick Steele      | mt   | Dennison Grace |
|                     | tr   | McCombe        |
| A. Irvine (2)       | c.p. | McCombe        |
| McGeechan D. Morgan | drop |                |

### 3ª giornata
| Arbitro: | Meirion Lewis |

|            |      |               |
| C. Dourthe | mt   |               |
| Pariès     | c.p. | A. Irvine (3) |
| Astre      | drop |               |

| Arbitro: | Alan Hosie |

|                                 |      |        |
| G. Davies J.J. Williams Fenwick | mt   | Horton |
| A. Martin                       | tr   |        |
| A. Martin (2)                   | c.p. |        |

### 4ª giornata
| Arbitro: | Denzil Lloyd |

|                     |      |        |
| Ensor Grace McBride | mt   |        |
| McCombe (2)         | tr   |        |
| McCombe             | c.p. | Pariès |
| McCombe (2)         | drop | Pariès |

| Arbitro: | John West |

|               |      |             |
|               | mt   | T. Evans    |
| D. Morgan (3) | c.p. | Fenwick (2) |
| McGeechan     | drop |             |

### 5ª giornata
| Arbitro: | Jacques Saint-Guilhem |

|                                                      |      |        |
| Bergiers G. Davies G. Edwards Faulkner J.J. Williams | mt   | Duggan |
| P. Bennett (3)                                       | tr   |        |
| P. Bennett (2)                                       | c.p. |        |

| Arbitro: | Paddy d'Arcy |

|            |      |               |
| Morley     | mt   |               |
| N. Bennett | tr   |               |
|            | c.p. | D. Morgan (2) |

## Classifica
| Pos | Squadra     | G | V | N | P | PF | PS | DP  | Pt |
| --- | ----------- | - | - | - | - | -- | -- | --- | -- |
| 1   | Galles      | 4 | 3 | 0 | 1 | 87 | 30 | +57 | 6  |
| 2   | Scozia      | 4 | 2 | 0 | 2 | 47 | 40 | +7  | 4  |
| 3   | Irlanda     | 4 | 2 | 0 | 2 | 54 | 67 | −13 | 4  |
| 4   | Francia     | 4 | 2 | 0 | 2 | 53 | 79 | −26 | 4  |
| 5   | Inghilterra | 4 | 1 | 0 | 3 | 40 | 65 | −25 | 2  |